# Marcel Malenso Ndodila
 (mars 2022).
La mise en forme du texte ne suit pas les recommandations de Wikipédia : il faut le « wikifier ».
Les points d'amélioration suivants sont les cas les plus fréquents. Le détail des points à revoir est peut-être précisé sur la page de discussion.
- Les titres sont pré-formatés par le logiciel. Ils ne sont ni en capitales, ni en gras.
- Le texte ne doit pas être écrit en capitales (les noms de famille non plus), ni en gras, ni en italique, ni en « petit »…
- Le gras n'est utilisé que pour surligner le titre de l'article dans l'introduction, une seule fois.
- L'italique est rarement utilisé : mots en langue étrangère, titres d'œuvres, noms de bateaux, etc.
- Les citations ne sont pas en italique mais en corps de texte normal. Elles sont entourées par des guillemets français : « et ».
- Les listes à puces sont à éviter, des paragraphes rédigés étant largement préférés. Les tableaux sont à réserver à la présentation de données structurées (résultats, etc.).
- Les appels de note de bas de page (petits chiffres en exposant, introduits par l'outil «  Source ») sont à placer entre la fin de phrase et le point final[comme ça].
- Les liens internes (vers d'autres articles de Wikipédia) sont à choisir avec parcimonie. Créez des liens vers des articles approfondissant le sujet. Les termes génériques sans rapport avec le sujet sont à éviter, ainsi que les répétitions de liens vers un même terme.
- Les liens externes sont à placer uniquement dans une section « Liens externes », à la fin de l'article. Ces liens sont à choisir avec parcimonie suivant les règles définies. Si un lien sert de source à l'article, son insertion dans le texte est à faire par les notes de bas de page.
- La présentation des références doit suivre les conventions bibliographiques. Il est recommandé d'utiliser les modèles {{Ouvrage}}, {{Chapitre}}, {{Article}}, {{Lien web}} et/ou {{Bibliographie}}. Le mode d'édition visuel peut mettre en forme automatiquement les références.
- Insérer une infobox (cadre d'informations à droite) n'est pas obligatoire pour parachever la mise en page.

Pour une aide détaillée, merci de consulter Aide:Wikification.
Si vous pensez que ces points ont été résolus, vous pouvez retirer ce bandeau et améliorer la mise en forme d'un autre article.
 (mars 2022).
Si vous disposez d'ouvrages ou d'articles de référence ou si vous connaissez des sites web de qualité traitant du thème abordé ici, merci de compléter l'article en donnant les références utiles à sa vérifiabilité et en les liant à la section « Notes et références ».
Marcel Malenso Ndodila est un homme politique du Congo-Kinshasa. Il est ministre de la Culture et des Arts dans le gouvernement Gizenga depuis le 5 février 2007 jusqu'au 25 septembre 2008, à la suite de la démission du premier ministre M. Gizenga. Il est membre de l’Alliance congolaise des démocrates chrétiens (ACDC).
Il fut Préfet de carrière durant la plus grande partie de sa vie à l'Institut Monseigneur Bokeleale (ex LISANGA) à Kinshasa/ Gombe, avec une particularité la recherche de l'excellence par le travail, par les bonnes pratiques, par LA discipline.

## Biographie
Il est lui-même à la base Docteur ès Sciences.
Malenso Ndodila a la qualité d'avoir effectué les fonctions de Préfet des Études simultanément, à partir de l'année scolaire 1982-1983, dans deux des plus grandes écoles du pays, l'Institut Monseigneur Bokeleale (ex Institut LISANGA) et du lycée Monseigneur Shaumba (ex LYPOK). En 1983, il fait pour la première fois 100 % au Bac avec l'Institut Lisanga Math-Physique et Biochimie avec la génération "Pagaille". Cet homme a formé une partie de l’élite congolaise pétrie de bonnes valeurs, à majorité expatriée, qui s'est affirmée dans tous les domaines. Des médecins, des ingénieurs, des chercheurs de très haut niveau, des économistes, des historiens... au moins 2 000 personnes. En juillet 2013, les deuxièmes rencontres des anciens de LISANGA et LYPOK qui se sont tenues à Waterloo en Belgique, ont reçu Papa Malenso comme invité principal pour le remercier de tout ce travail accompli pour les enfants du Congo et pour qu'il voit le résultat de ce travail.
Dr Malenso Ndodila Marcel est décédé le 15 août 2017.
Marcel Malenso Ndodila a contribué à la formation de plusieurs professeurs d'Université et des maîtres de conférences :
À l'UNIKIN, le professeur Mumba Ngoie, microbiologiste, il est de la promotion 1984. Lauréat des examens d'État en math physique : 80 %. Il a terminé en médecine en 1990. Il a soutenu sa thèse à l'université d'Anvers. Il travaille à l'INRB.
Le professeur Mutombo de l'école de santé publique, il a soutenu sa thèse au Japon.
Le professeur Matthieu Marc Loposso Nkumu, diplômé en scientifique chimie-biologie. brillant membre de l' équipe des génies en herbe de l'institut Lisanga à l'époque de Mbiye Vanga Lingiemi.
Il a terminé la faculté de médecine en 2001 avec brio, la mention distinction. Il a la particularité de s'être distingué dans tous les jurys organisés en fin d'étude.
Il a soutenu sa thèse à la KU Leuven le 22 novembre 2016 près de Louvain. Il est actuellement membre du staff d' Urologie, chargé des cours d'urologie et de chirurgie générale à l'Unikin. Il est doyen de la faculté de médecine de l'ULK.
Le 6 mai 2022, le docteur Diangienda Kuntima à soutenu sa thèse sur la lithiase urinaire.